# أنور الخليل
أنور محمد الخليل (1938)، سياسي لبناني. وهو من حاصبيا وولد في مدينة لاغوس عاصمة نيجيريا. هو عضو المجلس النيابي عن المقعد الدرزي في منطقة حاصبيا بجنوب لبنان، انتخب عن هذا المقعد منذ العام 1991 وتكرّر أنتخابه في دورات 1992، 1996، 2000، 2005 و2009 إلى 2013، ومدِّد لمجلس النواب بعد ذلك لأربع سنوات.

## دراسته
- حائز على شهادة الثانوية في الأنترناشيونال كوليدج بيروت
- خريج الجامعة الأمريكية في بيروت 1956
- حائز على ماجيستير في القانون	(L.L.M ) من جامعة لندن U.C.L. 1959
- محامي (Barrister-at-Law ) وعضو في:Honourable Society of the Middle Temple, London

## الأعمال التي عمل بها
- محام (Barrister) ممارس في لندن 	1958 – 1960.
- رئيس مجلس الإدارة مدير عام شركة M. El-Khalil Transport Limited ، نيجيريا.
- رئيس مجلس إدارة شركة M. El-Khalil & Sons (Properties) Ltd. ، نيجيريا.
- رئيس مجلس إدارة ومدبر عام شركة .SEVEN UP Bottling Co.Ltd ، نيجيريا.
- نائب رئيس- العضو المنتدب بنك بيروت الرياض 1972-1995
- رئيس مجلس الإدارة ومدير عام بنك بيروت-الرياض ش.م.ل. 1995 – 2002
- رئيس مجلس الإدارة ومدير عام شركة Arabian Touristic & Real Estate Co. Ltd. (ATRICO) -بيروت، لبنان.
- عضو مجلس إدارة بنك بيروت ش.م.ل. 2003 – حتى تاريخه.
- رئيس مجلس إدارة شركة ماك هولدينغز (لبنان) ش.م.ل. 2004- حتى تاريخه.
- رئيس مجلس إدارة شركة كونتيننتال بفردجز ش. م.ل.(هولدينغ)، لبنان 2006 - حتى تاريخه.
- رئيس مجلس إدارة شركة كونتيننتال بفردجز ش. م.ل.(أوف شور) 2007- حتى تاريخه.
- رئيس مجلس إدارة شركة ماك هولدينغز ليمتد 2008- حتى تاريخه.

## العمل السياسي الرسمي
تم تعيينه، بعد إتفاق الطائف، كنائب عن المقعد الدرزي في منطقة حاصبيا بجنوب لبنان، بتاريخ 7 حزيران عام 1991
إنتخبت نائباً في الدورات 1992 / 1996 / 2000 / 2005/2009 إلى 2013، ومدِّد لمجلس النواب بعد ذلك لأربع سنوات.
عضوية اللجان السياسية:
- مقررّ لجنة الدفاع الوطني، الداخلية والبلديات في المجلس النيابي
- عضو لجنة المال والموازنة في المجلس النيابي
- عضو لجنة الإعلام والاتصالات في المجلس النيابي
- عضو لجنة الإدارة والعدل في المجلس النيابي
- عضو لجنة المرأة والطفل في المجلس النيابي

الحقائب الوزارية:
- وزير دولة لشؤون مجلس النواب 1992 – 1995
- وزير الدولة لشؤون الإصلاح الإداري 1995 – 1996
- وزير الإعلام 1998 – 2000
- وزير شؤون المهجرين 1998 – 2000

اللجان النيابية: 
 رئيس:
- لجنة الصداقة البرلمانية اللبنانية السويسرية
- لجنة الصداقة البرلمانية اللبنانية الأرجنتنية
- لجنة الصداقة البرلمانية اللبنانية الاسبانية

عضو:
- لجنة الصداقة البرلمانية اللبنانية النيجرية
- لجنة الصداقة البرلمانية اللبنانية السويدية
- لجنة الصداقة البرلمانية اللبنانية الأوروبية

## أعمال أخرى
- رئيس ومؤسس مجلس أمناء «مدرسة الجالية اللبنانية» نيجيريا عام 1962
- رئيس الجامعة اللبنانية – الثقافية في العالم 1971 - 1973
- عضو مجلس إدارة غرفة التجارة والصناعة، بيروت 1973 – 1979
- نائب رئيس مجلس أمناء المؤسسة الصحية للطائفة الدرزية- عين وزين	1980-2015
- رئيس اتحاد المصارف العربية 1983 – 1989
- رئيس فخري لمؤسسة الخليل الاجتماعية 2003

## الأوسمة
- حامل وسام الأرز الوطني – رتبة كومندر – 1974
- حامل وسام تقدير من ملك اسبانيا

## حياته العائلية
- تزوج سنة 1961 من ليلى الأطرش (ابنة الأمير زيد الأطرش) ولهما أربعة أبناء:
- عماد (مواليد 1963)
- زياد (مواليد 1964)
- فادي (مواليد 1969)
- ناجي (مواليد 1972)